# Sati Beg
Sātī Beg (in persiano ساتی بیک‎; 1300 – 1345) è stata una politica mongola che, tra il 1316 e il 1345, fu pretendente al trono dell'Ilkhanato mongolo di Persia, esercitando la sua forte influenza nel periodo della sua disgregazione, a metà del XIV secolo.

## Biografia
Al-sulṭāna al-fāḍila Sātī Beg Khān era la sorella dell'Ilkhan Oljeitu e sorella uterina di Abū Saʿīd.  Al momento dell'insediamento di quest'ultimo nel 1316, Sati Beg fu promessa in sposa all'Emiro Chūpān, uno dei più potenti comandanti dell'esercito ilkhanide e uno suoi più influenti esponenti nella corte. Contratto il matrimonio nel 1319, essi ebbero un figlio: Surgan. Quando Chūpān e Abū Saʿīd entrarono in violento conflitto nel 1327, Sati Beg fece ritorno nella casa fraterna mentre Chūpān veniva giustiziato in quello stesso anno, su precisa indicazione di Abū Saʿīd, mentre Sati Beg e Surgan venivano risparmiati dalla feroce collera dell'Īlkhān.
In seguito alla morte di Abū Saʿīd nel 1335, l'Ilkhanato cominciò a disgregarsi. Nel 1336, Sati Beg e Surgan si schierarono col fondatore della dinastia jalayiride, Ḥasan-e Bozorg. Dopo che questi prese il controllo della Persia occidentale, Surgan fu nominato Governatore di Karabakh (nel moderno Azerbaigian), dove con sua madre si trasferì. Tuttavia, quando un nipote di Chūpān, Ḥasan-e Kuçek, sconfisse Hasan-e Bozorg nel luglio del 1338, Sati Beg e Surgan lo abbandonarono. Sfruttando i loro legami familiari, Ḥasan-e Kuçek elevò al trono ilkhanide Sati beg nel luglio o agosto di quell'anno. L'autorità nominale di Sati Beg non si estese però al di là dei domini chupanidi del NO della Persia.
Ḥasan-e Bozorg, che controllava ancora il SE persiano e l'Iraq, richiese l'aiuto di un altro pretendente del trono ilkhanide, Togha Temur. Questi invase i domini chupanidi ai primi del 1339 ma Ḥasan-e Kuçek gli promise la mano di Sati Beg in cambio di un'alleanza. Tale progettata unione si rivelò una trappola, essendo lo scopo di quel matrimonio quello di allontanare da Ḥasan-e Bozorg da Togha Temur. I Jalayiridi non sostennero più quell'alleanza e Togha Temur fu costretto a ritirarsi, senza aver ottenuto Sati Beg. Nel frattempo Ḥasan-e Kuçek divenne sempre più sospettoso nei confronti di Sati Beg e di suo figlio. La costrinse allora, per deporla, a sposare il suo nuovo candidato-fantoccio al trono ilkhanide, Suleyman Khan.
Ḥasan-e Kuçek fu assassinato alla fine del 1343; il figlio di Sati Beg, Surgan, entrò allora in lizza per il controllo dei territori chupanidi contro il fratello dell'ultimo khan di quei domini, Malek Ashraf, e suo zio Yagi Basti. Quando costoro furono sconfitti da Malek Ashraf, Surgan fuggì presso sua madre e il patrigno. I tre sottoscrissero un'alleanza, ma allorché Ḥasan-e Bozorg decise di non dar seguito all'aiuto loro promesso, il loro piano fallì ed essi dovettero fuggire verso il Diyar Bakr. Surgan fu ancora sconfitto nel 1345 da Malek Ashraf e tutti dovettero riparare in Anatolia.
Monetazione datante quell'anno fu realizzata a Hesn Kayfa in nome di Sati Beg. Questa è l'ultima traccia di lei.  Surgan si trasferì dall'Anatolia a Baghdad, dove fu infine giustiziato da Ḥasan-e Bozorg.